# Maurice Schwartz

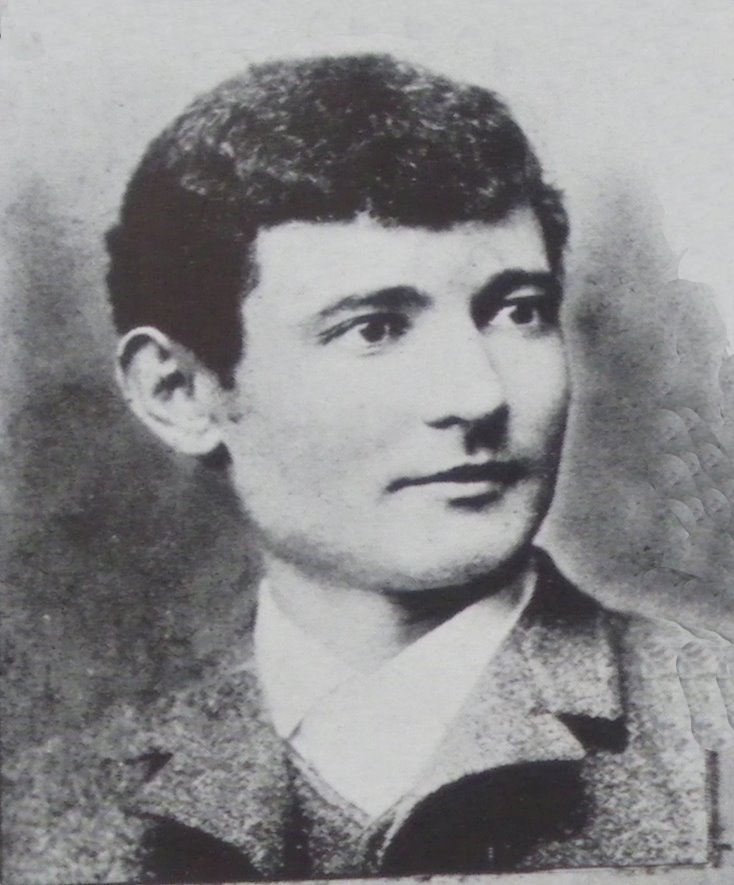
Maurice Schwartz (1909)

Maurice Schwartz oder Morris Schwartz (eigentlich Awrom-Moische Schwartz; geboren 10. Mai 1889 in Schydatschiw, Österreich-Ungarn; gestorben 15. Juni 1960 in Tel Aviv) war ein jüdisch-amerikanischer Schauspieler und Theaterproduzent. Er war der Begründer und Direktor des Yiddish Art Theatre in New York und galt als einer der größten jiddischen Schauspieler.

## Leben
Moische wurde in eine orthodoxe jüdische Familie in Galizien geboren. 1899 fuhr er mit seiner Mutter nach Liverpool, um in die USA zu emigrieren. Er wurde aber von ihr getrennt und lebte zwei Jahre allein in London, wo er seinen Lebensunterhalt erst mit Fabrikarbeit und anschließend als Sänger bei einem Kantor verdiente. 1901 holte sein Vater ihn nach New York, wo er in dessen Kleiderfabrik arbeitete.
Moische nannte sich nun Morris. Mit 15 Jahren wurde er Schauspieler und trat mit verschiedenen Truppen auf. 1918 gründete er das Yiddish Art Theatre, das sich vor allem auf klassische Theaterstücke in jiddischer Sprache konzentrierte. Er wirkte als Schauspieler in rund 150 Theaterproduktionen – davon nicht wenige eigene Stücke und Bearbeitungen – sowie in zwanzig Filmen mit und gab mehrere Schallplatten mit Theaterstücken heraus.
Darüber hinaus schrieb er Artikel über das Theater, über Schauspieler und über die Schauspielkunst. Außer auf jiddischen trat er auch auf englischen, spanischen und, in Israel, hebräischen Bühnen auf. Dabei pflegte Schwartz eine gehobene Theaterkultur und grenzte sich vom damals sehr beliebten „Schundtheater“ ab.
1960 starb Schwartz in Israel, begraben wurde er in New York.

## Filmographie (Auswahl)
als Schauspieler, wenn nicht anders angegeben
- 1911: Little Moritz demande Rosalie en mariage
- 1911: Little Moritz enlève Rosalie
- 1924: Jiskor
- 1926: Broken Hearts
- 1932: Uncle Moses (Moses) (jiddischer Film)
- 1936: The Man Behind the Mask
- 1939: Tevya (auch Regie und Drehbuch) (jiddischer Film nach Scholem Alejchem, Tewje der Milchmann)
- 1940: Amerikaner Shadchen (jiddischer Film)
- 1943: Botschafter in Moskau (Mission to Moscow)
- 1951: Insel der zornigen Götter (Bird of Paradise)
- 1953: Salome (Salome)